# Zbigniew Garncarek
Zbigniew Henryk Garncarek – polski inżynier, dr hab. nauk rolniczych, profesor nadzwyczajny Katedry Biotechnologii i Analizy Żywności Wydziału Inżynierii Produkcji Uniwersytetu Ekonomicznego we Wrocławiu.

## Życiorys
Obronił pracę doktorską, 11 października 2005 habilitował się na podstawie pracy zatytułowanej Studia nad biosyntezą ergosterolu i jego Δ5,7 prekursorów przez szczep Saccharomyces cerevisiae D7. Objął funkcję profesora nadzwyczajnego w Katedrze Biotechnologii i Analizy Żywności na Wydziale Inżynierii Produkcji Uniwersytetu Ekonomicznego we Wrocławiu.
Był członkiem rady wydziału i dziekanem na Wydziale Inżynieryjnym i Ekonomicznym Uniwersytetu Ekonomicznego we Wrocławiu.